# Гайленд Тауншип (округ Клеріон, Пенсільванія)
Гайленд Тауншип (англ. Highland Township) — селище (англ. township) в США, в окрузі Клеріон штату Пенсільванія. Населення — 534 особи (2020).

## Демографія
Згідно з переписом 2010 року, у селищі мешкало 525 осіб у 234 домогосподарствах у складі 158 родин. Було 380 помешкань
Расовий склад населення:
| - 98,9 % — білих - 0,8 % — чорних або афроамериканців - 0,2 % — азіатів |

До двох чи більше рас належало 0,2 %. Частка іспаномовних становила 0,0 % від усіх жителів.
За віковим діапазоном населення розподілялося таким чином: 17,3 % — особи молодші 18 років, 64,0 % — особи у віці 18—64 років, 18,7 % — особи у віці 65 років та старші. Медіана віку мешканця становила 49,9 року. На 100 осіб жіночої статі у селищі припадало 98,1 чоловіків;  на 100 жінок у віці від 18 років та старших — 100,9 чоловіків також старших 18 років.
Середній дохід на одне домашнє господарство  становив 65 820 доларів США (медіана — 53 173), а середній дохід на одну сім'ю — 75 574 долари (медіана — 58 750). За межею бідності перебувало 15,1 % осіб, у тому числі 36,3 % дітей у віці до 18 років та 2,3 % осіб у віці 65 років та старших.
Цивільне працевлаштоване населення становило 200 осіб. Основні галузі зайнятості: освіта, охорона здоров'я та соціальна допомога — 29,0 %, роздрібна торгівля — 10,0 %, виробництво — 10,0 %.